# Trust Your Heart
| Оценки критиков               | Оценки критиков |
| Источник                      | Оценка          |
| ----------------------------- | --------------- |
| AllMusic                      | [ 1 ]           |
| Encyclopedia of Popular Music | [ 2 ]           |
| The Rolling Stone Album Guide | [ 3 ]           |

Trust Your Heart — семнадцатый студийный альбом американской певицы Джуди Коллинз, выпущенный в 1987 году на лейбле Gold Castle Records.

## Об альбоме
В 1987 году певица подписала контракт с лейблом Gold Castle Records. Прошлый альбом исполнительницы не распространялся в США, к тому же имел обширный трек-лист из 16 песен, да настоящего альбома певица выбрала семь из них, а также добавила две собственные «Trust Your Heart» и «The Life You Dream», и кавер на песню «Moonfall» из бродвейского мюзикла «Тайна Эдвина Друда» 1985 года. Выход альбома был приурочен к выходу автобиографической книги певицы с одноименным названием.

## Список композиций
| №                   | Название                    | Автор(ы)                         | Длительность |
| ------------------- | --------------------------- | -------------------------------- | ------------ |
| 1.                  | «Trust Your Heart»          | Джуди Коллинз                    | 3:21         |
| 2.                  | «Amazing Grace»             | Джон Ньютон                      | 3:53         |
| 3.                  | «Jerusalem»                 | Уильям Блейк, Хьюберт Пэрри      | 2:19         |
| 4.                  | «Day by Day»                | Стивен Шварц, Джон-Майкл Тебелак | 3:14         |
| 5.                  | «The Life You Dream»        | Джуди Коллинз                    | 5:49         |
| 6.                  | «The Rose»                  | Мандра Макбрум                   | 5:08         |
| 7.                  | «Moonfall»                  | Руперт Холмс                     | 3:30         |
| 8.                  | «Morning Has Broken»        | Элинор Фарджон, Кэт Стивенс      | 2:48         |
| 9.                  | «When a Child is Born»      | Чиро Даммико, Ред Джей (перевод) | 3:23         |
| 10.                 | «When You Wish Upon a Star» | Ли Харлайн, Нед Вашингтон        | 2:47         |
| Общая длительность: | Общая длительность:         | Общая длительность:              | 35:47        |